# Lucki-kapu (Dubno)
A Lucki-kapu (ukránul: Луцька брама, lengyelül: Brama Łucka) védelmi építmény Dubnóban, amely a Danilo Halickij utca 32. szám alatt található. A kapuerőd (barbakán) a város középkori védelmi rendszerének része volt. Az ilyen barbakánok Ukrajnában csak Volhínia területén fordulnak elő.

## Története
A barbakán felépítésével 1623. április 24-én bízta meg Aleksander Zasławski volinyi várnagy (kastellán) Jakub Medleni rutén építészt. A fejedelem finanszírozta az építkezést, ő biztosította az építőanyagot. A kapu hasonlít az építész más ismert hasonló építményeihez, az Ostrohban található Lucki-kapuhoz és a Tatár-kapuhoz. 
A Luckba vezető út mentén felépített kapu Dubno védelmi rendszerébe illeszkedett, amely a várost a legsebezhetőbb nyugati oldalról védte. Emellett a kapunak közlekedést szabályozó és ellenőrző funkciója is volt. Az építési munkák nagy részét fogságba esett tatárokkal végeztették.
A kaput 1785-ben átépítették. A tetőszerkezetet valószínűleg akkor bontották le, és hozzáépítettek egy újabb emeletet és átalakították a belső tereket. A főkapu melletti kiskapukat megszüntették, helyettük ablaknyíláskat alakítottak ki. Az átépítés után megjelenő építészeti elemek alapján feltételezhető, hogy az átépítés Domenico Merlini olasz építész végezte, aki korábban részt vett a dubnói vár átépítésében is.
A 18. század végén a kapu legfelső emeletén tartotta üléseit a Tökéletes titok nevű szabadkőműves páholy, amelyet Michał Lubomirski herceg alapított és vezetett.
Később a barbakán elvesztette védelmi funkcióját és az utat a kapu mellett vezették el. A huszadik század elején lengyel katonai parancsnokság működött az épületben, a második világháború idején pedig egy német börtön volt ott. A szovjet korszakban a kapu közigazgatási hivataloknak adott helyet.
A szovjet időszakban az építmény állaga jelentősen leromlott, napjainkban is rossz, romos állapotban van. 2018 júliusában tűz volt a Lucki-kapuban, a legfelső emeletet. A tüzet sikerült lokalizálni és nem okozott jelentős károkat. 2023 decemberében a homlokzat egy része leomlott.

## Jellemzői
A kapu a város védelmi rendszerét alkotó földsánchoz csatlakozott. A kapu előtt elterülő vizesárok fölött egy felvonóhídon keresztül lehetett megközelíteni a városon kívülről a kaput. Az építmény egy kis ovális és egy téglalap alaprajzú részből áll. A téglalap alaprajzú rész vége a város felé nézett, az oldalfalak nagy része földsánc mögött helyezkedett el. Az ovális rész kinyúlt a földsáncon kívülre, amely lehetővé tette, hogy a toronyból tűz alatt tartsák a földsánc előtti területet. Az alsó szinten helyezkedett el a boltíves átjáró, mellette pedig két kisebb oldalkapu, amelyeket később megszüntettek. Az építmény felszín feletti része háromszintes, alatta két piceszint helyezkedik el. A pincéből alagút vezetett a dubnói várba. A két alsó, felszín alatti szint homokkőből, a felszíni szintek téglából készültek. A falak vastagsága szintről szintre csökken, ennek következtében belül kőből falazott párkányokat alakítottak ki.